# Reacondicionamiento (electrónica)
El reacondicionamiento es el proceso de distribución de productos, normalmente de carácter eléctrico o electrónico, que por diferentes razones no han sido vendidos por los canales habituales de venta. Entre ellos se engloban todo tipo de productos que han necesitado algún tipo de inspección, y si fuera necesario, mantenimiento o menor reparación con la finalidad de restaurar su funcionamiento y/o apariencia originales para poder venderlos al público. El proceso de inspección y reparación puede ser realizado por el propio fabricante o por terceros.
La mayor diferencia entre un equipo reacondicionado o un equipo usado es que los equipos reacondicionados han sido probados para verificar su funcionamiento correcto, mientras que un equipo usado puede o no contener defectos. Por otro lado un equipo reacondicionado puede estar sin usar dependiendo de la procedencia de los productos.
El reacondicionamiento es muy común con los dispositivos electrónicos más caros, como las consolas de videojuegos y los monitores de computadora, especialmente porque esos objetos tienen una alta tasa de devolución (debido al remordimiento del comprador y al hecho de que las categorías de dispositivos electrónicos tienen un costo directamente relacionado con su nivel de complejidad; los elementos complejos tienen más probabilidades que uno sencillo de tener uno o dos componentes defectuosos) y beneficia más a la "venta sabia", el precio proporcional a los descuentos de los objetos más baratos.
Hoy día, son muchas las marcas que ofrecen directamente y de manera oficial sus productos "refurbished", entre ellos, Acer, Apple, Dell, Sony, por mencionar algunos. 

## Procedencia
Los productos reacondicionados pueden tener diversos orígenes:
- Equipos utilizados para pruebas, como artículos de exposición o de demostración.
- Equipos devueltos durante el periodo de desistimiento.
- Equipos con el embalaje dañado durante el transporte.
- Existencias sobrantes, de las que es necesario deshacerse para reducir los costes de almacén.
- Equipos provenientes de arrendamiento financiero o leasing.

## Garantías
Derivado del esfuerzo en certificar el correcto funcionamiento de los equipos, las empresas a menudo con la intención de ganar la confianza del comprador e impulsar la venta suelen ofrecer diferentes periodos de garantía que podrán variar de una a otra.

## Clasificación
A pesar de que existe la normativa ISO 20245:2017 en la práctica, diferentes compañías e industrias pueden tener diferentes formas de categorizar el estado de sus productos ya que no existe un criterio firme y ampliamente adoptado por todos esta caracterización debería comprobarse con cada comerciante para minimizar confusiones. Aún no hay un criterio unificado en la industria se suele hablar de las siguientes clasificaciones:
- Grado A: Se trata del mejor estado de conservación, en la que los desperfectos deberán ser mínimos o inapreciables.
- Grado B: Equipos con desperfectos estéticos leves que no condicionan su funcionamiento.
- Grado C: Equipos con desperfectos estéticos y funcionales notables.

En ocasiones esta graduación se subdivide añadiendo el símbolo + o -  (p. ej. A+) para poder diferenciar estados de conservación dentro de un mismo grado, de igual modo los productos más económicos son los grado C seguidos de los grado B y seguidos de los grado A. Por ejemplo, en algunas webs españolas califican estos grados como Satisfactorio, Muy bueno y Excelente, como informan en la compañía catalana AlexPhone. De hecho, algunas de ellas incluyen hasta una cuarta clasificación llamada Premium, donde aseguran las diferentes compañías que son móviles sin ningún tipo de rasguño visual y con todos los componentes internos al 100% de su funcionamiento.

## Beneficios
- Reducción del coste económico del producto. Dado que la tecnología ha avanzado más en pos de la miniaturización y la reducción del consumo, los equipos reacondicionados aún pueden ser capaces de competir en capacidad de procesamiento.[11]
- Fabricación de electrónica en países con bajos estándares de bienestar de los trabajadores.[12]
- Reducción de emisiones de CO2 por evitar la fabricación de nuevos equipos.[13]
- Minería de minerales preciosos en países en conflicto.[14]
- Reducción de la basura electrónica.[15]